# Білий Дмитро Дмитрович
Дмитро́ Дми́трович Бі́лий (нар. 25 липня 1967, Макіївка) — український письменник, історик, дослідник Кубані, бандурист, осавул Азовського козацького війська (2001), майор міліції у відставці. Доктор історичних наук, професор. Член Донецького відділення НТШ (1998). Член Національної Спілки письменників України (2019). Завідувач відділу історичних досліджень Голодомору-геноциду Інституту дослідження Голодомору. 

## Життєпис
Батьки — вихідці з Кубані.
У 1989, очолював молодіжне об'єднання Донецьке історико-етнографічне товариство «Курінь», створене на історичному факультеті Донецького університету. В тому ж році, закінчив з відзнакою історичний факультет Донецького Національного Університету.
З 1993 до 1997 року, працював старшим викладачем на кафедрі Історії України Донецького Національного Університету.
В 1997 по 2003 роки — завідувач кафедри Історії та українознавства Донецького юридичного інституту.
В 2002 році отримав наукове звання доцента.
В 2003-2006 роках — на посаді доцента кафедри соціально-політичних дисциплін Донецького юридичного інституту.
З 2006 до 2010 роки, на посаді доцента кафедри українознавства Донецького юридичного інституту.
З 2010 по 2014 роки, професор кафедри українознавства в Донецькому юридичному інституті.
З листопада 2014 по 2020 рік перебував на посаді професора кафедри хореографії та мистецтвознавства Львівського державного університету фізичної культури, викладав в Українському католицькому університеті.
З 2020 року провідний науковий співробітник, завідувач відділу історичних досліджень Голодомору-геноциду Інституту дослідження Голодомору.

## Літературна діяльність
Автор науково-популярної розвідки «Малиновий Клин» (1994), романів «Басаврюк XX» (2002), «Заложна душа» (2002), «Чорне крило» (2004), «Козацький Оберіг» (2005), «Шлях Срібного Яструба» (2007). Член Донецького літературного об'єднання «OST» та АУП.

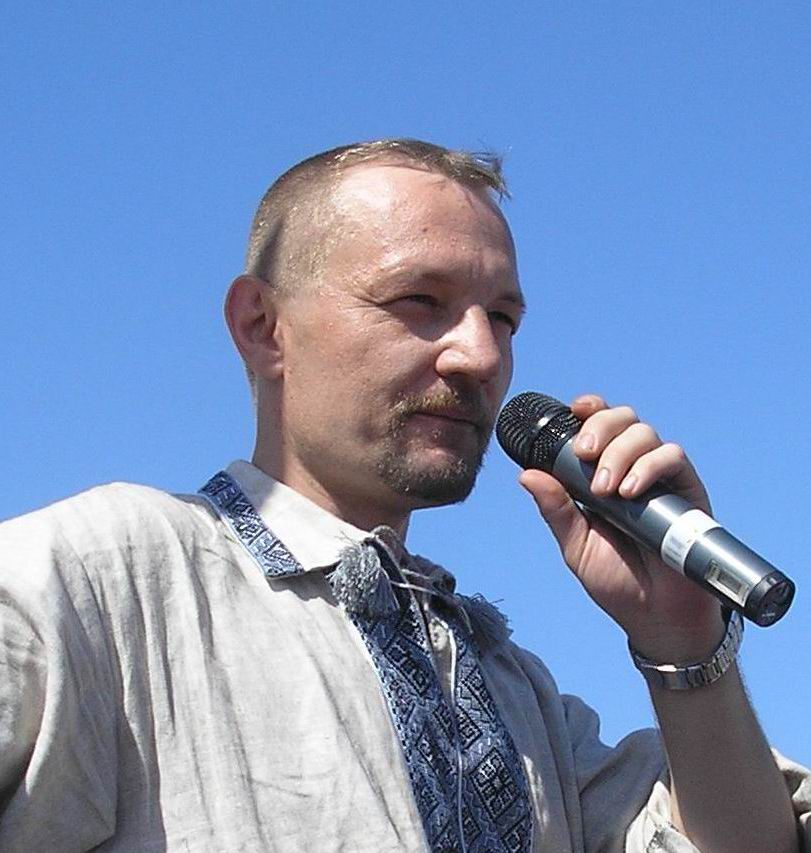
Виступ на фестивалі Махнофест-2007

Роман Дмитра Білого «Басаврюк XX», присвячений подіям XX століття, з його виразною гоголівською алюзією, є, на думку рецензентів, однією з найвдаліших спроб авантюрно-містичного характеру в сучасній українській літературі.  У 2002 році, за цей твір, Дмитро Дмитрович став лауреатом першої премії видавництва Смолоскип у номінації «Проза». 
Твори Дмитра Білого перекладено російською мовою.

## Наукова діяльність
1994 — захистив кандидатську дисертацію з історії України (тема: «Національно-культурний розвиток українців Кубані у 1921—1933 рр.»). Захист відбувся у Донецькому національному університеті.
2010 — захистив докторську дисертацію з історії України (тема: «Українці Кубані у 1792—1921 роках. Еволюція соціальних ідентичностей»). Захист відбувся у Інституті українознавства ім. І.Крип'якевича НАН України (м. Львів).

### Художні твори
- Басаврюк XX. Київ: Смолоскип, 2002, 188 с. ISBN 966-7332-71-3
- Басаврюк XX. Київ: Наш Формат, 2014. — 200 с. — ISBN 978-966-97425-3-7
- Заложна душа. Донецьк: Альфа-прес, 2004, 496 с. ISBN 966-8510-09-7 (трилогія, до складу якої, крім однойменного роману, увійшли «Басаврюк XX» та «Чорне крило»).
- «Заложна душа» (Київ: «Наш Формат», 2014) ISBN 978-966-97405-0-2
- Козацький Оберіг. Донецьк: ПП «ЦСО», 2005, 352 с. ISBN 966-96444-2-9
- «Козацький оберіг». — Київ: Наш формат, 2013. — 224 c. ISBN 978-966-97344-2-6
- Шлях Срібного Яструба. Донецьк: ПП «ЦСО», 2007, 304 с. ISBN 978-966-96444-4-2
- Волонтер: Романи та повісті. — Донецьк: Проспект-Прес, 2014. — 288 с. — ISBN 978-966-8899-10-7
- На сопках Маньчжурії (повість).
- Таємниця щита Таргітая. / Серія: Дивовижні пригоди скіфа Атея. — 2016.
- Подорож до міста мерців. / Серія: Дивовижні пригоди скіфа Атея. — 2016.
- Кабінет доктора Калігуси. — Київ: Легенда, 2018. — 352 с. ISBN 978-966-97689-7-1

### Наукові твори
- Малиновий Клин. Нариси з історії українців Кубані. Київ: Товариство «Україна», 1994, 120 с.; ISBN відсутній. (Електронна версія —  [Архівовано 4 липня 2018 у Wayback Machine.].);
- Національно-культурний розвиток українців Кубані у 1921—1933 рр.;
- Українці Кубані в 1792—1921 роках. Еволюція соціальних ідентичностей [Архівовано 25 липня 2021 у Wayback Machine.]. Донецьк: Східний видавничий дім, 2009, 544 с. ISBN 978-966-317-043-5.

Загалом, автор понад 80 наукових праць з історії України та Кубані.

## Нагороди та відзнаки
- Пам'ятна медаль «Микита Шаповал» Донецького відділення НТШ, посвідчення № 17 від 23 грудня 2023 р. з нагоди 150-річчя НТШ.